# Водзіславський повіт
Водзіславський повіт (пол. powiat wodzisławski) — один з 17 земських повітів Сілезького воєводства Польщі.
Утворений 1 січня 1999 року в результаті адміністративної реформи.

## Загальні дані
Повіт знаходиться у західній частині воєводства.
Адміністративний центр — місто Водзіслав-Шльонський.
Станом на 1.01.2008 населення становить 155 317 осіб, площа 286,75 км².

## Демографія
Демографічні дані повіту станом на 30.06.2005:
|       | Всього  | Всього | Жінки  | Жінки | Чоловіки | Чоловіки |
| ----- | ------- | ------ | ------ | ----- | -------- | -------- |
|       | осіб    | %      | осіб   | %     | осіб     | %        |
| Повіт | 155 090 | 100    | 79 934 | 51,5  | 75 156   | 48,5     |
| Міста | 103 025 | 100    | 53 429 | 51,9  | 49 596   | 48,1     |
| Села  | 52 065  | 100    | 26 505 | 50,9  | 25 560   | 49,1     |